# Santiago Bruera
Santiago Bruera (Córdoba, Argentina, 12 de marzo de 1998) es un baloncestista argentino que se desempeña como pívot.

## Trayectoria
Bruera practicó fútbol y rugby antes de interesarse por el baloncesto.
Hizo su debut en la Liga Nacional de Básquet en 2016 jugando para Instituto en un partido ante Quimsa. Sin embargo su club lo designó como parte de la plantilla de la Liga de Desarrollo, por lo que pasó ese primer año de su carrera jugando en el torneo júnior. 
Su compañero Pablo Bertone lo alentó para que se uniese a los Florida Atlantic Owls, donde él había jugado entre 2010 y 2014. Bruera viajó a los Estados Unidos pero terminó enrolado en la DME Academy, donde actuó durante un año con los Lakers. Tras esa experiencia retornó a su país y se reincorporó a Instituto.
En noviembre de 2019 su club lo cedió a préstamo a Barrio Parque de La Liga Argentina. En la segunda categoría del baloncesto profesional argentino el pívot consiguió más minutos de juego. Luego de un año y medio con los cordobeses, fue apartado del plantel por el entrenador, por lo que terminó la temporada 2021 de La Liga Argentina defendiendo los colores de Atenas de Patagones.
En la siguiente temporada regresó a la LNB, pero pasó fugazmente por Instituto y Olímpico, y no llegó a consolidarse en Comunicaciones, motivo por el cual, una vez concluido el certamen, fichó con Lanús, club de La Liga Argentina. Tras completar una temporada en el equipo de segunda división, dejó el club pero no la categoría, siendo fichado por Gimnasia y Esgrima La Plata.
En enero de 2025, luego de varios meses de inactividad a raíz de una lesión, volvió a las canchas de La Liga Argentina como jugador de Pergamino Básquet.
En junio dejó Argentina para hacer sus primeras experiencias como jugador profesional en el extranjero, actuando para el Kinwa de la Liga Boliviana de Básquetbol y el Colón de la Liga Uruguaya de Ascenso.

### Clubes
| Club                        | País      | Año             |
| --------------------------- | --------- | --------------- |
| Instituto                   | Argentina | 2016 - 2017     |
| Instituto                   | Argentina | 2018 - 2019     |
| Barrio Parque               | Argentina | 2019 - 2021     |
| Atenas de Patagones         | Argentina | 2021            |
| Instituto                   | Argentina | 2021            |
| Olímpico                    | Argentina | 2021            |
| Comunicaciones              | Argentina | 2022            |
| Lanús                       | Argentina | 2022 - 2023     |
| Gimnasia y Esgrima La Plata | Argentina | 2023 - 2024     |
| Pergamino Básquet           | Argentina | 2025            |
| Kinwa                       | Bolivia   | 2025            |
| Colón                       | Uruguay   | 2025 - Presente |

## Selección nacional
Bruera fue miembro de los seleccionados juveniles de baloncesto de Argentina, participando del Campeonato Sudamericano de Baloncesto Sub-17 de 2015, del Campeonato FIBA Américas Sub-18 de 2016 y del Campeonato Mundial de Baloncesto Sub-19 de 2017, como así también de la edición de 2016 del Torneo Albert Schweitzer.
Formó parte del seleccionado universitario que, en agosto de 2023, terminó cuarto en la Universiada de 2021.

## Vida privada
Es hermano gemelo de Augusto Bruera, quien también juega al baloncesto de manera profesional.